# Драган Матић
Драган Матић (Ниш, 1962) је припадник Војске Југославије који је 1999. године учествовао у обарању авиона -117 и  за вријеме агресије НАТО-а на СР Југославију. По чину је заставник прве класе, а био је оператор ручног праћења и система у Трећем дивизиону 250. ракетне бригаде ПВО. Матић је вршио навођење противавионских ракета Нева до тренутка удара у циљеве.
Матић данас живи у Београду и налази се у пензији. Завршио је средњу војну школу у Рајловцу, а од 1981. се обучавао за ракетни систем ПВО Нева. У 250. ракетну бригаду ПВО, трећи дивизион, дошао је 1997. године.

## Обарањеи
Дана 24. марта 1999. за мало избјегава смрт при поготку претходног положаја јединице од стране непријатеља. Са положаја код Шимановаца је извршено обарање -117, дана 27. марта 1999. Матић је изјавио да је откривање углавном вршено совјетским радаром П-18 у метарском опсегу, док су радари центиметарског и дециметарског опсега били неефикасни.
Касније Матић директно судјелује и у обарању ловца F-16 код Накучана (Шабац) са положаја код села Карловчић.

## Могуће обарање-2
Постоје индиције да су припадници Треће дивизиона ПВО 20. маја 1999. године погодили амерички стратешки бомбардер -2, такође пројектован да буде невидљив за радаре. Авион није пао у Србији и тренутно не постоје материјални докази за ово обарање.
По изјави Матића ово се десило кад је био на положају код Бечмена са јединицом. Авион је откривен око 12 минута иза поноћи на висини од 7 километара и даљини 17 км, недалеко од Звечке код Обреновца.Борбеном послугом командовао је потпуковник Ђорђе Аничић. Двије ракете су лансиране на циљ, који је погођен на 13 километара даљине. Авион је откривен радаром П-18, а силуета је била врло слична авиону B-2А. Матић сматра да ће ово бити расвијетљено у будућности.